# Озуф, Мона
Мона Озуф (фр. Mona Ozouf; род. 1931, Плуриво, Кот-д'Армор) — французский историк, специализирующаяся на истории Великой французской революции.

## Биография
После Второй мировой войны и до венгерского восстания в 1956 году, была членом Французской компартии. В 1955 году Мона вышла замуж за историка Жака Озуфа.

## Публикации
- Революционный праздник: 1789—1799, Пер. с фр. Е. Э. Ляминой. М.: Языки славянской культуры, 2003
- Франция-память (коллект. Пьер Нора, Жерар де Пюимеж, Мишель Винок и др.), «Издательство Санкт-Петербургского университета», 1999 г.